# Dolgorsürengiin Serjbüdee
Dolgorsürengiin Serjbüdee (1 de diciembre de 1976) es un luchador profesional mongol, más conocido por su nombre artístico Blue Wolf. Es famoso por su trabajo en New Japan Pro Wrestling, donde figura como el primer luchador oriundo de Mongolia en haber entrado en la compañía. Junto a ello, es hermano del famoso luchador Dolgorsürengiin Sumiyaabazar y del yokozuna Asashoryu Akinori.

## Carrera
A la edad de 15, Serjbüdee empezó a entrenar en el bökh o lucha libre tradicional de Mongolia, disciplina que le venía de familia y en la que consiguió dos campeonatos nacionales consecutivos en 1996 y 1997, junto a un subcampeonato en 1999. También entrenó en lucha libre olímpica, compaginándola con sus estudios en la universidad nacional de deportes de Ulan Bator. Al graduarse, fue recomendado por entrenadores de la New Japan Pro Wrestling de Japón.

### New Japan Pro Wrestling (2001-2006)
Serjbüdee hizo su debut en la lucha libre profesional el 10 de agosto de 2001, perdiendo ante Shinya Makabe. Como todos los iniciados en NJPW, pasó los siguientes meses trabajando de jobber, pero su condición de antiguo campeón de lucha y del primer luchador profesional mongol de la historia le beneficiaron ante los medios. Comenzado 2002, Dolgorsürengiin adoptó el nombre de Blue Wolf ("Lobo Azul") en honor de su hermano Dagvadorj, cuyo shikona de sumo, Ashashoryu, significaba "Dragón Azul del Alba". Blue Wolf mostró impresionantes mejoras en su trabajo de ring, y en junio del mismo año se unió al efímero grupo SWING-LOWS de Kensuke Sasaki. Dentro de esta entidad tuvo su primer papel en un torneo, luchando con Kenzo Suzuki y Hiroshi Tanahashi en la Triathlon Survivor League, aunque sin conseguir la victoria. Más tarde, a principios de 2003, participaría en solitario en el G2 U-30 Climax, donde logró llegar a la final y encontrarse allí con Shinya Makabe, pero de forma similar a su debut, Makabe se tornó ganador. De nuevo, la G1 Tag League 2003 sería una nueva oportunidad para mostrar sus talentos, venciendo a varios equipos al lado de Shinsuke Nakamura.
El 3 de mayo de 2004, Serjbüdee volvió a usar su nombre real para una sola noche, a fin de hacer equipo con su hermano Dolgorsürengiin Sumiyaabazar, quien también luchaba esporádicamente para NJPW. Los dos hermanos obtuvieron una gran victoria derrotando a Genichiro Tenryu & Meng. El mismo mes, Serjbüdee tuvo su debut en las artes marciales mixtas como representante de NJPW en el evento K-1 MMA ROMANEX, donde derrotó brutalmente a Tom "Green Beret" Howard con un total de 46 rodillazos a la cabeza. Esta exhibición, que fue la razón para la prohibición de los golpes de rodilla a la cabeza en las reglas de K-1 MMA, le ganó el favor del dueño de New Japan, Antonio Inoki, y éste le permitió tomar parte en el prestigioso G1 Climax, donde tuvo combates con veteranos como Yuji Nagata, Minoru Suzuki y Masahiro Chono. Hacia 2005, Blue Wolf tuvo una serie de luchas al lado de Nakamura y Katsuhiko Nakajima, y compitió por el U-30 Openweight Championship y el All Asia Tag Team Championship, este último en poder de Masayuki Naruse & Mitsuya Nagai. En diciembre de 2005, Serjbüdee tuvo negociaciones por su contrato, manifestando que seguiría compitiendo aun sin una estipulación fija, pero no se llegó a un acuerdo y, en enero de 2006, Dolgorsürengiin se despidió de New Japan Pro Wrestling.

## En lucha
- Movimientos finales
  - Mongol Hammer[1][2] (Vertical suplex slam)
  - Mongol Slam[3][1][2] (Side belly to belly suplex)

- Movimientos de firma
  - Ankle lock[1][2]
  - Exploder suplex[3][1][2]
  - Lariat[1][2]

- Apodos
  - "Bude"[1]

## Campeonatos y logros
- New Japan Pro Wrestling
  - Yuko Six Man Tag Team Tournament (2004) – con Shinsuke Nakamura & Katsuhiko Nakajima

## Récord en artes marciales mixtas
| Resultado | Récord | Oponente   | Método           | Evento          | Fecha              | Ronda | Tiempo | Localización   | Notas |
| --------- | ------ | ---------- | ---------------- | --------------- | ------------------ | ----- | ------ | -------------- | ----- |
| Victoria  | 1-0    | Tom Howard | TKO (rodillazos) | K-1 MMA ROMANEX | 22 de mayo de 2004 | 2     | 4:44   | Saitama, Japón |       |